# Liste der Biografien/Sana
Liste der Biografien |
Portal Biografien |
Personensuche
# |
A |
B |
C |
D |
E |
F |
G |
H |
I |
J |
K |
L |
M |
N |
O |
P |
Q |
R |
S |
T |
U |
V |
W |
X |
Y |
Z |
?
 
Sa |
Sb |
Sc |
Sd |
Se |
Sf |
Sg |
Sh |
Si |
Sj |
Sk |
Sl |
Sm |
Sn |
So |
Sp |
Sq |
Sr |
Ss |
St |
Su |
Sv |
Sw |
Sy |
Sz
 
Saa |
Sab |
Sac |
Sad |
Sae |
Saf |
Sag |
Sah |
Sai |
Saj |
Sak |
Sal |
Sam |
San |
Sao |
Sap |
Saq |
Sar |
Sas |
Sat |
Sau |
Sav |
Saw |
Sax |
Say |
Saz
 
Sana |
Sanb |
Sanc |
Sand |
Sane |
Sanf |
Sang |
Sanh |
Sani |
Sanj |
Sank |
Sanl |
Sanm |
Sann |
Sano |
Sanp |
Sanq |
Sanr |
Sans |
Sant |
Sanu |
Sanv |
Sanw |
Sany |
Sanz
Die Liste der Biografien führt alle Personen auf, die in der deutschsprachigen Wikipedia einen Artikel haben. Dieses ist eine Teilliste mit 59 Einträgen von Personen, deren Namen mit den Buchstaben „Sana“ beginnt.

## Sana
- Sana (* 1996), japanische Popsängerin und Mitglied der Girlgroup TwiceSana (* 1996)

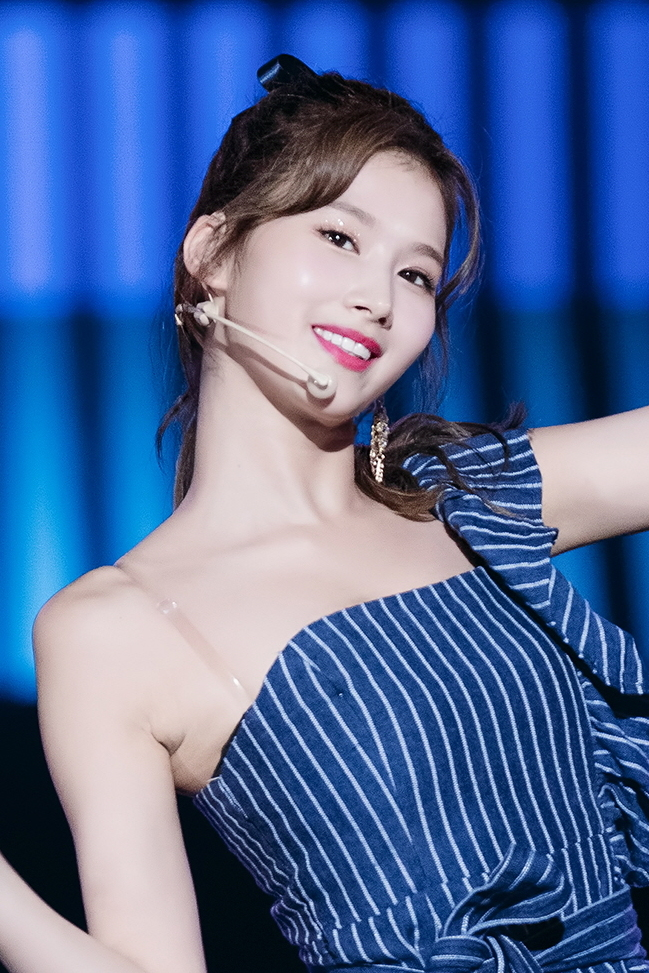
Sana (* 1996)

- Sana, Abdul-Ahad (1922–2007), irakischer Bischof von Alqosh
- Sana, André (1920–2013), irakischer chaldäisch-katholischer Bischof, Erzbischof von Kirkuk
- Sana, Auta Olivia (* 1970), nigerianische Handballspielerin
- Sana, Fatima (* 2001), pakistanische Cricketspielerin
- Saña, Heleno (* 1930), deutsch-spanischer Sozialphilosoph und Publizist
- Sana, Kaleem (* 1994), pakistanischer Cricketspieler
- Sana, Santiago (1888–1959), argentinischer Fußballspieler und Funktionär
- Sana, Tobias (* 1989), schwedischer Fußballspieler

### Sanaa
- Sanaa, Riadh (* 1965), tunesischer Handballtorwart

### Sanab
- Sanabares, parthischer König
- Sanabares, indischer König
- Sanabia, Olivia (* 2003), US-amerikanische Sängerin und Schauspielerin
- Sanabria Arias, Jaime Uriel (* 1970), kolumbianischer römisch-katholischer Geistlicher, Apostolischer Vikar von San Andrés y Providencia
- Sanabria Martínez, Víctor (1899–1952), costa-ricanischer römisch-katholischer Geistlicher, Erzbischof von San José de Costa Rica
- Sanabria, Antonio (* 1996), paraguayischer Fußballspieler
- Sanabria, Bobby (* 1957), amerikanischer Jazzmusiker (Schlagzeug, Perkussion, Arrangement)
- Sanabria, Daniel (* 1977), paraguayischer Fußballtorhüter
- Sanabria, Edgar (1911–1989), venezolanischer Politiker und Diplomat, Staatspräsident (1958–1959)
- Sanabria, Héctor (1945–2024), mexikanischer Fußballspieler und -trainer
- Sanabria, Héctor (1985–2013), argentinischer Fußballspieler
- Sanabria, Herbert Ernesto Anaya (1954–1987), salvadorianischer Menschenrechtsaktivist
- Sanabria, José (* 1963), venezolanischer Boxer im Superbantamgewicht
- Sanabria, Wilson, uruguayischer Unternehmer und Politiker der Partido Colorado

### Sanac
- Sanaç, Fuat (* 1954), türkisch-österreichischer Präsident der islamischen Glaubensgemeinschaft in Österreich
- Sanacht, altägyptischer König der 3. Dynastie

### Sanad
- Sanad, Maikel Nabil (* 1985), ägyptischer Blogger
- Sanad, Mohammad (* 1991), ägyptischer Handballspieler
- Sanada, Hiroyuki (* 1960), japanischer Film- und BühnenschauspielerHiroyuki Sanada (* 1960)

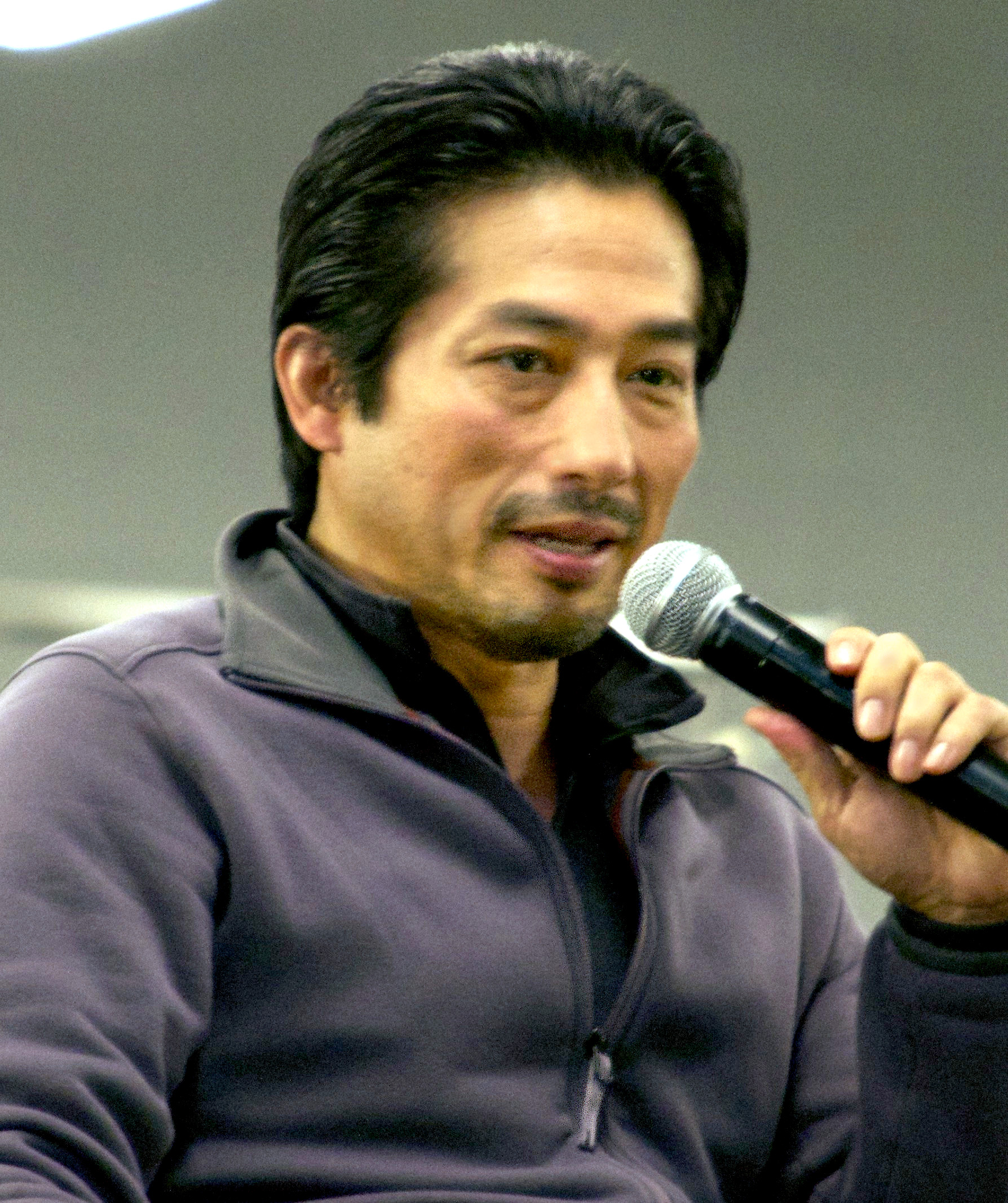
Hiroyuki Sanada (* 1960)

- Sanada, Kota (* 1999), japanischer Fußballspieler
- Sanada, Masanori (1968–2011), japanischer Fußballspieler
- Sanada, Takashi (* 1985), japanischer Rollstuhltennisspieler
- Sanada, Yukimura († 1615), Samurai der Azuchi-Momoyama- und frühen Edo-Zeit
- Sanader, Ante (* 1960), kroatischer Politiker (HDZ) und Feuerwehrfunktionär
- Sanader, Ivo (* 1953), kroatischer Politiker und Ministerpräsident
- Sanadse, Lewan (1928–1998), sowjetischer Leichtathlet

### Sanae
- Sanaeeha, Behtash, iranischer Filmregisseur und Drehbuchautor

### Sanah
- Sanah (* 1997), polnische Sängerin
- Sanahuja, Bernat (* 2000), spanischer Wasserballspieler
- Sanahujas, Patrice (1952–1996), französischer Comiczeichner

### Sanai
- Sanaia, Giorgi (1975–2001), georgischer Journalist

### Sanaj
- Sanaja, Walter Wissarionowitsch (1925–1999), sowjetischer Fußballtorhüter
- Sanajew, Nurislam (* 1991), kasachischer Ringer

### Sanak
- Sanakojew, Dawid Georgijewitsch (* 1976), russisch-ossetischer Politiker und ehemaliger Außenminister der international nicht anerkannten Republik Südossetien
- Sanakojew, Dmitri Iwanowitsch (* 1969), südossetischer Politiker
- Sanakojew, Grigori Konstantinowitsch (1935–2021), russischer Schachspieler und Fernschachweltmeister
- Sanakojew, Igor Wiktorowitsch (* 1947), südossetischer Politiker und Premierminister

### Sanal
- Şanal, Burak Serdar (* 1988), türkischer Schauspieler
- Şanal, Vahap (* 1998), türkischer Schachspieler
- Şanal, Ziya (* 1956), türkischer Bauingenieur und Gründungsrektor der Deutsch-Türkischen Universität in Istanbul

### Sanan
- Sananes, Déborah (* 1995), französische Sprinterin

### Sanat
- Sănătescu, Constantin (1885–1947), rumänischer General und PolitikerConstantin Sănătescu (1885–1947)

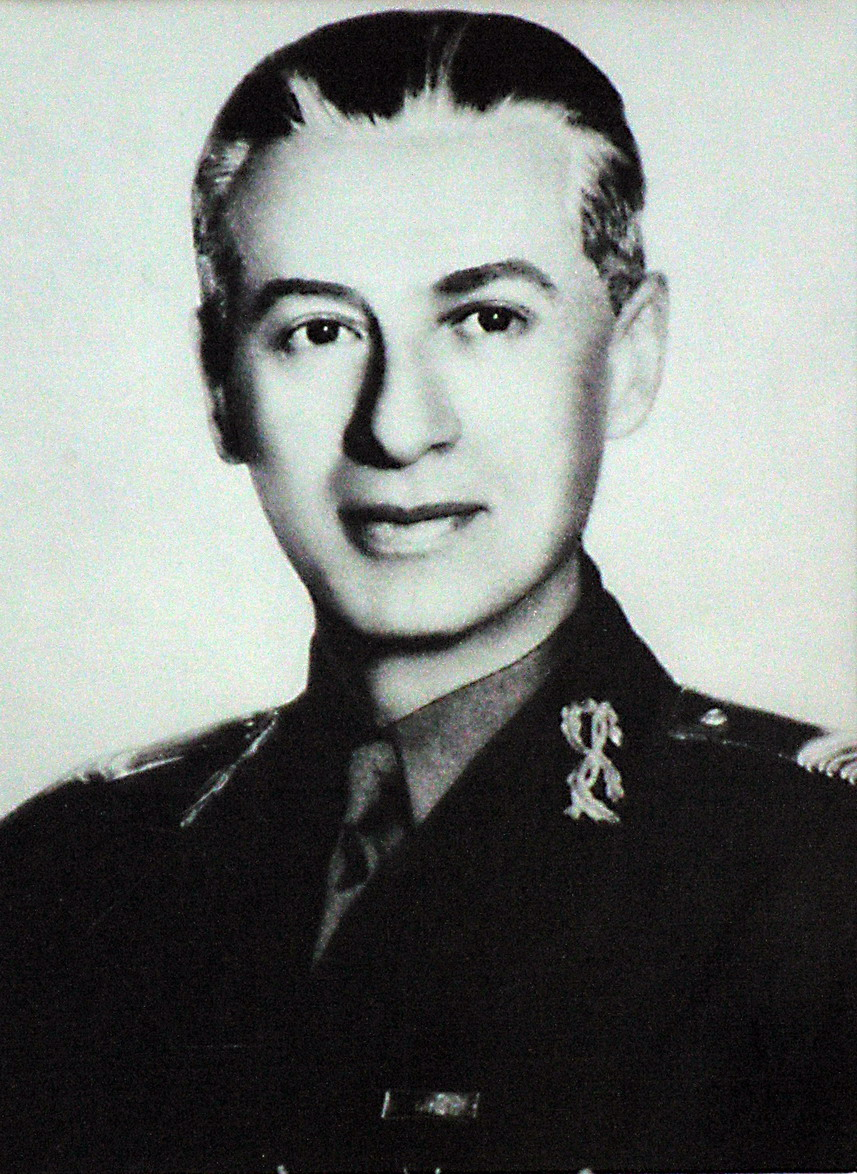
Constantin Sănătescu (1885–1947)

- Sanatkaran, Mohammad-Ali (* 1937), iranischer Ringer
- Sanaṭrūq I., Herrscher von Hatra
- Sanaṭrūq II., Herrscher von Hatra

### Sanau
- Sanaullah, Rana (* 1955), pakistanischer Politiker

### Sanav
- Sanavia, Cristian (* 1975), italienischer Boxer
- Sanavia, Jeannot (* 1962), luxemburgischer Komponist

### Sanaz
- Sanaz (* 1980), iranisch-deutsche Musikerin und Lyrikerin